# Acheron: Part II
«Aqueronteː Parte II» —título original en inglés: «Acheron: Part II»— es el segundo episodio de la undécima temporada de la posapocalíptica horror serie de televisión The Walking Dead. El segundo de un estreno de temporada de dos partes, el episodio fue escrito por la showrunner Angela Kang y Jim Barnes, y dirigido por Kevin Dowling  "Acheron: Part II" se lanzó en la plataforma de transmisión AMC+ el 22 de agosto de 2021, antes de transmitirse en AMC el 29 de agosto de 2021. La primera parte se emitió en AMC una semana antes.
En el episodio, continuando donde terminó el episodio anterior, el grupo liderado por Maggie (Lauren Cohan) está atrapado dentro de un vagón subterráneo rodeado de caminantes al acecho. Con muy poca munición y energía restante, el grupo debe prepararse ya que los zombis han encontrado un camino hacia el interior del tren subterráneo. Por otra parte, Yumiko (Eleanor Matsuura) desafía el proceso en el puesto de avanzada de la Commonwealth, que amenaza su futuro y el de Eugene (Josh McDermitt ), Ezekiel (Khary Payton) y Princesa (Paola Lázaro).
El episodio recibió críticas generalmente positivas de los críticos, aunque muchos sintieron que dividir el episodio en dos partes era innecesario.

## Trama
Debajo de un vagón de metro, Maggie se defiende de un pequeño enjambre de caminantes. Dentro del vagón del metro, los miembros restantes del grupo caen desde una trampilla del techo mientras los caminantes rodean el vagón afuera. Gabriel le pregunta a Negan dónde está Maggie, pero Negan insinúa que no lo sabe. Mientras tanto, Daryl se abre paso a través de la pared de un túnel con Perro y encuentra un refugio para personas sin hogar improvisado. El grito de un hombre resuena a través de los túneles, lo que hace que Perro salga corriendo; Daryl sigue los ladridos de Perro a lo lejos.
Mientras tanto, en la Commonwealth, Yumiko, Eugene y Princesa discuten la desaparición de Ezekiel y Yumiko se marcha para ser entrevistada por los auditores. Ella explica en la sala de interrogatorios que era abogada defensora penal antes del apocalipsis y tiene motivos para creer que su hermano vive en la Commonwealth y la busca; ella solicita un procesamiento acelerado para su grupo.
En el vagón del metro, el grupo está planeando su fuga cuando Maggie sube al vagón por una trampilla del suelo. Maggie ataca a Negan y revela que él "la dejó morir", pero Negan no está de acuerdo y afirma que simplemente "eligió no ayudar". Antes de que Maggie pueda seguir presionando, Gage los interrumpe desde un auto vecino, golpeando la puerta y pidiendo ayuda mientras los caminantes se acercan a él. Negan y Duncan intentan abrir la puerta, pero Maggie les advierte que si la abren, los caminantes podrían entrar y no tienen la munición necesaria para sacarlos. Gage se disculpa desesperadamente y le ruega a Maggie que le dé otra oportunidad, pero ella se niega. Luego, Gage se apuñala en el corazón antes de ser devorado por los caminantes mientras el grupo observa. Mientras Gabriel piensa que Gage era un "cobarde", Alden piensa que Gage estaba asustado y no merecía morir; Esto hace que Maggie le cuente al grupo una historia de cuando ella y Hershel estaban solos en el camino, donde se encontró con una mujer embarazada y zombificada que carecía de extremidades, ojos, lengua y cuerdas vocales, y luego encontró mucha comida.
Daryl y Perro encuentran un rastro sangriento y descubren a Roy. Dentro del vagón del tren, Duncan y Frost fuerzan a abrir la bisagra de la puerta del siguiente vagón, pero el camino está bloqueado. La presión de los caminantes en la puerta opuesta, incluido un Gage zombificado, finalmente hace que la puerta se rompa. Gabriel se defiende de los caminantes con una escopeta y Maggie le da a Negan un arma para ayudar a matar a la manada. Daryl escucha los disparos y corre hacia su lado del tren, donde puede atravesar la manada por detrás, abrir la puerta y liberar a los sobrevivientes atrapados. Daryl mata al resto de los caminantes con una granada mientras el equipo se reagrupa fuera del vagón, junto a la salida de los túneles del metro.
De vuelta en el complejo, el general Mercer y un auditor llevan a Eugene a una sala para que el general Mercer y un auditor lo someten a más interrogatorios. Eugene se siente intimidado por Mercer, quien exige saber dónde está su asentamiento y por qué estaba en la estación de tren. Eugene dice la verdad y se derrumba en el proceso. Luego, a la luz del día, una carreta transporta a Eugene a un furgón, donde se reúne con Yumiko, Princesa y Ezekiel. Luego, Mercer le dice al grupo que han completado con éxito el procesamiento y que serán acompañados a la orientación. Luego entra una mujer (Chelle Ramos) y pregunta por Eugene; él levanta la mano. La mujer se presenta como Stephanie.
Después de que Negan le devuelve el arma a Maggie, ella decide desviar al grupo a Arbor Hills, explicando que Georgie dejó un depósito de suministros oculto allí que contiene municiones, comida y armas, donde pueden reabastecerse y descansar antes de continuar hacia Meridian. En el camino, el grupo descubre decenas de cadáveres colgados de los tobillos en los árboles al borde del camino. De repente, Roy recibe un disparo en la cara con una flecha, y un arma blanca es arrojado desde la oscuridad, golpeando a Cole en el muslo y cortándole la mano. El grupo huye en busca de refugio y se dispersa por el bosque mientras un grupo de Reapers se revela.

## Producción
El episodio presenta las muertes de Gage y Roy, interpretados por Jackson Pace y C. Thomas Howell, respectivamente. Ambos habían hecho apariciones en la serie desde la novena temporada, apareciendo juntos por primera vez en el episodio "Stradivarius".
El título del episodio, "Acheron", se refiere a uno de los ríos de la mitología griega que se dice que fluye a través del inframundo. Al "Acheron" también se le llama a veces el río del dolor o la aflicción.También es un río real en Grecia.

## Recepción

### Recepción Critica
The episode received generally positive reviews from critics. On Rotten Tomatoes, the episode has an approval rating of 91% with an average score of 7.9 out of 10, based on 11 reviews. The site's critical consensus reads: "Maggie veers into the dark side in a tense episode that features a show-stopping set piece on a train and intriguing shades of moral gray." Ron Hogan of Den of Geek gave the episode 4 out of 5 stars, writing: "The second part of Jim Dowling's episode works well because it's so competently set up by the first half." También elogió la dirección de Dowling, la actuación de Josh McDermitt y el desarrollo del personaje de Negan. Escribiendo para Forbes, Erik Kain escribió que "disfrutó mucho el episodio", pero nuevamente criticó la decisión de dividir el episodio en dos partes. Continuó escribiendo: "Creo que nosotros, los espectadores, agradeceríamos un poquito más de control de calidad en el departamento de guiones, eso es todo lo que digo".
Escribiendo The A.V. Club, Alex McLevyle dio al episodio una calificación de "B-" y también elogió el desarrollo del personaje de Negan, y escribió que la decisión de Negan de dar por muerta a Maggie se sentía fiel a su personaje, aunque consideró que algunas escenas con la Commonwealth eran aburrido, y que el discurso y el colapso de Eugene "parecieron tremendamente exagerados". Al escribir para Filmspeak, Zach Marsh le dio al episodio una B+ y escribió: "Es un alivio ver que 'Parte II' tuvo éxito, y me deja emocionado por lo que viene a continuación en 'The Walking Dead'. como siempre lo he sido."

### Calificaciones
El episodio fue visto por 1,99 millones de espectadores en los Estados Unidos en su fecha de emisión original. Esta fue una disminución en la audiencia con respecto al episodio anterior , que tuvo 2,22 millones de espectadores.